# Hydnora africana
Hydnora africana è una pianta aclorofilla appartenente alla famiglia delle Aristolochiaceae, originaria dell'Africa meridionale. La pianta è un parassita dei membri della famiglia delle Euphorbiaceae. I dati molecolari hanno suggerito che le Hydnoroideae siano angiosperme basali, consolidando il loro posto tra le piante da fiore più primitive. Le Hydnoroideae sono le uniche angiosperme note a non avere foglie o scaglie e sono considerate parassiti obbligati, completamente dipendenti dai loro ospiti per la sopravvivenza. La pianta cresce sottoterra, ad eccezione di un fiore carnoso che emerge dal terreno ed emette un odore di feci per attirare i suoi impollinatori naturali, scarabei stercorari e silfidi. Il corpo vegetativo delle piante è ridotto a essere costituito solo da radici e fiori. I fiori agiscono come trappole temporanee, trattenendo gli insetti che entrano abbastanza a lungo da consentire loro di raccogliere polline.

## Descrizione

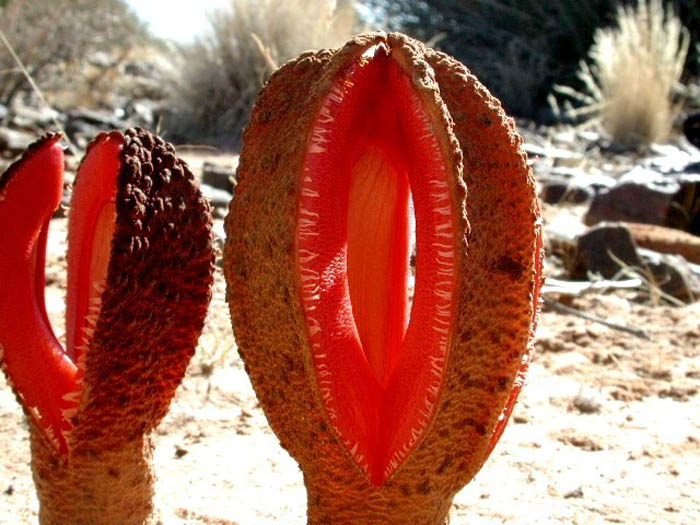
Fiori di H. africana

Le parti vegetative di questa pianta sono più simili nell'aspetto a un fungo che a una pianta. Queste piante non hanno clorofilla e non svolgono la fotosintesi. Ottengono i loro nutrienti interamente da una pianta ospite, una specie del genere Euphorbia. La pianta è composta da spesse radici succulente prive di stelo e il fiore si sviluppa sulla superficie delle radici dell'ospite. Il fiore viene utilizzato come trappola temporanea per facilitare l'impollinazione. L' Hydnora africana possiede un enzima che le permette di dissolvere parte delle radici delle piante ospiti per attaccarsi ad esse. Hydnora africana assorbe quindi alcuni dei nutrienti che l'ospite produce dalla fotosintesi. Il fiore, di color pesca-arancio, ha una consistenza succulenta e carnosa, e la porzione che appare fuori dalla terra è di forma tubolare con tre aperture. Sono presenti tre strutture botanicamente chiamate segmenti del perianzio che possono essere paragonati a sepali che si uniscono nella parte superiore del fiore. Il fiore, emerge dal terreno dopo una forte pioggia. Le antere sono situate all'interno di una struttura tubolare che si estende alla base del fiore. I gruppi di antere sono raggruppati e vengono utilizzati come stami dei fiori. I gruppi di antere sono disposti in un triangolo in modo che si formi uno spazio vuoto cosicché gli insetti cadano sullo stigma della pianta parassita. Nella porzione basale del fiore è presente una cavità che ospita gli ovuli bianchi in cui matureranno in semi. Gli insetti che impollinano i fiori lo fanno introducendosi nei sepali dei fiori attraverso le fibre resistenti che li tengono. Dopo che gli insetti sono rimasti nei fiori per un paio di giorni, il fiore emerge e si apre liberando gli insetti per diffondere il polline ad altri fiori della zona.

## Frutto
Hydnora africana produce un frutto che cresce sottoterra e impiega fino a due anni per maturare completamente. Il frutto è simile nel gusto e nella consistenza a una patata. Tra gli altri usi, viene utilizzato per la concia e la conservazione delle reti da pesca, perché è astringente. Ogni frutto produce circa ventimila semi. Il frutto può avere un diametro fino a circa 8 cm. Gli animali che utilizzano il frutto come fonte di cibo includono, fra gli altri, uccelli, babbuini, sciacalli, istrici e talpe.

## Odore
Hydnora africana ha un odore molto forte e sgradevole. Questo odore è generato dagli osmofori, che si trovano su un'area bianca e spugnosa sulla superficie interna dei tepali che col tempo diventa grigia.

## Riproduzione
I semi di Hydnora africana furono portati negli Stati Uniti dall'Africa e piantati in vasi di Euphorbia. Un fiore di Hydnora africana apparve per la prima volta cinque anni e mezzo dopo la semina iniziale. L'odore di putrefazione serve ad attirare insetti che poi rimangono intrappolati all'interno delle pareti dei fiori a causa delle setole rigide. Gli insetti intrappolati cadono lungo il tubo del fiore sulle antere dove il polline aderisce al loro corpo. Successivamente gli insetti cadono più in basso sullo stigma.

## Usi
Hydnora africana può essere raccolta e utilizzata come cibo, medicinale e una buona fonte di tannino.
Gli estratti del rizoma sono usati come trattamento antidissenteria in Sudafrica.